# Douglass North
Douglass Cecil North (født 5. november 1920 i Cambridge, Massachusetts, død 23. november 2015 i Benzonia, Michigan) er en amerikansk økonom, der er kendt for sin indsats inden for økonomisk historie. Han modtog Nobelprisen i økonomi sammen med Robert Fogel i 1993 "for at have fornyet forskningen i økonomisk historie ved at bruge økonomisk teori og kvantitative metoder til at forklare institutionelle forandringer". Fogel og North var de første økonomiske historikere, der modtog denne pris, og knæsatte derved økonomisk historie som en anerkendt og vigtig underdisciplin inden for økonomisk forskning. 
North er ikke mindst kendt for sine teorier om institutionernes afgørende rolle for den økonomiske udvikling.

## Levnedsløb
Douglass North blev født i Cambridge i Massachusetts. Han boede og gik i skole flere forskellige steder som barn. I 1942 blev han BA i humaniora fra University of California, Berkeley. Derefter arbejdede han som navigatør i den amerikanske handelsflåde, samtidig med at han læste bøger om økonomi og dyrkede sin hobby: fotografering. I krigens sidste år underviste han på navigatørskole i Californien og sloges med valget mellem at uddanne sig til fotograf eller til økonom. Han endte dog med at vende tilbage til Berkeley og tage en Ph.D.-uddannelse i økonomi. Han blev færdig i 1952 og blev derefter ansat som adjunkt ved University of Washington, starten på en langvarig akademisk karriere. 1960-1983 var han professor i økonomi sammesteds, hvorefter han havde forskellige professorater og andre ledende forskerstillinger i de følgende årtier. 
I 1960 blev han medredaktør af Journal of Economic History, hvor han var en vigtig drivkraft bag udbredelsen af kliometri (Ny Økonomisk Historie). 
Han døde 23. november 2015 i sit sommerhus i landsbyen Benzonia i Michigan, 95 år gammel.

## Forskning i institutioner
Norths arbejde har i høj grad omhandlet institutioner i bred forstand og deres betydning for den økonomiske udvikling. Hans skrift Institutions fra 1991 opsummerer meget af hans tidligere arbejde om økonomiske og institutionelle forandringer. Blandt andet har han set på ejendomsrettigheder, transaktionsomkostninger og økonomisk organisering historisk set såvel som udviklingsøkonomiske emner.
North mener, at institutioner strukturerer al menneskelig adfærd i form af formelle og uformelle spilleregler, der både åbner muligheder og sætter grænser for menneskers handlinger. Alle samfund har en form for stat, der fastlægger en række spilleregler for at sikre social og politisk stabilitet og begrænse volden. Ifølge North kan alle samfund inddeles i tre forskellige typer: primitive samfund (jæger- og samlersamfund), begrænset åbne samfund (limited access orders) og åbne samfund (open access orders). Begrænset åbne samfund inddæmmer volden og sikrer social orden ved gennem politisk manipulation at skabe knaphedsrenter til organisationer, hvortil der er begrænset adgang. Individerne, der får gavn heraf, vil normalt slutte op om regimet. Begrænset åbne samfund er historisk den hyppigst forekommende samfundstype og stadig den mest udbredte. I modsætning hertil opretholdes den sociale orden i åbne samfund via politisk og økonomisk konkurrence. I dag lever måske et par dusin lande med udviklede demokratier og markedsøkonomier op til denne rolle. North og hans medforfattere mener, at i hvert fald tre betingelser skal være opfyldt, for at et samfund kan udvikle sig fra et begrænset åbent til et åbent samfund: retssikkerhed (i hvert fald for eliterne), muligheden for at kunne handle indenfor organisationer med en længerevarende levetid samt politisk kontrol med militæret.
Sammen med Ronald Coase og Oliver Williamson har North grundlagt International Society for the New Institutional Economics, som holdt sit første møde i St. Louis i 1997.

## Udgivelser
Norths vigtigste publikationer omfatter:
- Location Theory and Regional Economic Growth, Journal of Political Economy 63(3):243–258, 1955.
- The Economic Growth of the United States, 1790–1860, Prentice Hall, 1961.
- The State of Economic History, American Economic Review, 55(1/2),  s. 86–91, 1965.
- Institutional Change and American Economic Growth, Cambridge University Press, 1971 (med Lance Davis).
- The Rise of the Western World: A New Economic History, 1973 (med Robert Thomas).
- Growth and Welfare in the American Past, Prentice-Hall, 1974.
- Structure and Change in Economic History, Norton, 1981.
- Institutions and economic growth: An historical introduction, Elsevier, 1989
- Constitutions and Commitment: The Evolution of Institutions Governing Public Choice in Seventeenth-Century England, Cambridge University Press, 1989
- Institutions, Institutional Change and Economic Performance, Cambridge University Press, 1990.
- Institutions, 1991, The Journal of Economic Perspectives, 5(1), s. 97–112
- "Economic Performance through Time," American Economic Review, 1994, 84(3), s. 359–368. Også udgivet som Nobelpris-forelæsning.
- Empirical Studies in Institutional Change, Cambridge University Press, 1996 (redigeret sammen med Lee Alston & Thrainn Eggertsson).
- Understanding the Process of Economic Change, Princeton University Press, 2005.
- Violence and Social Orders: A Conceptual Framework for Interpreting Recorded Human History, Cambridge University Press, 2009 (med John Joseph Wallis og Barry R. Weingast).